# MechWarrior 3050
MechWarrior 3050, in den USA bei Erstveröffentlichung auch BattleTech: A Game of Armored Combat, ist ein Actionspiel von Activision, entwickelt von Malibu Interactive. Es erschien 1994 zunächst für das Mega Drive und wurde 1995 von Tiburon Entertainment auf das Super Nintendo portiert. Es ist ein Lizenzprodukt zum Science-Fiction-Tabletopspiel BattleTech.

## Spielprinzip
→ Zur Handlung siehe: BatteTech – Die Welt von BattleTech
Das Spiel ist zeitlich während der Clan-Invasion angesiedelt. Der Spieler steuert als MechWarrior des Wolf-Clans einen BattleMech des Typs Mad Cat, der in fünf Missionen auf fünf unterschiedlichen Planeten Ziele ausschalten soll. Das Spielgeschehen wurde häufig mit den Helikopter-Actionspielen der Strike-Reihe verglichen.
Vor Missionsbeginn kann der Spieler sich aus neun Waffensystemen drei für die Mission aussuchen. Die Munition ist begrenzt, je stärker desto weniger Schuss. Aus einer isometrischen Überblicksperspektive steuert der Spieler den Mech durch die unterschiedlichen Landschaften. Er bekämpft gegnerische Einheiten und zerstört Industrieanlagen, um feindlichen Nachschub zu reduzieren. Daneben existieren spezifische Missionsziele, die teilweise unter Zeitdruckv erreicht werden müssen. In der Spielwelt verteilte Sammelobjekte geben Nachschub und reduzieren Schäden am eigenen Mech.
Das Spiel kann alleine oder gemeinsam mit einem zweiten Spieler gespielt werden. In letzterem Fall teilen sich beide Spieler die Steuerung des Mechs: Der eine bewegt die Einheit, der andere steuert die Waffen.

## Rezeption
Das Spiel erhielt gemischte Kritiken.

„Wer wieder mal ein gutes Actionspiel in bester Strike-Manier sucht, wird mit Battletech gut bedient. Zwar sind fünf Missionen nicht gerade viel, doch werdet Ihr Eure liebe Mühe haben, dies zu bewältigen, denn leicht sind sie beileibe nicht.“

„Während bei EAs Strike-Serie die geniale Mischung aus Action und Strategie-Elementen den Reiz ausmacht, wird bei Activisions Produkt lediglich pure Dauerballerei geboten. Der Schwierigkeitsgrad ist zudem brachial.“

„Zwar basiert Mechwarrior 3050 auf dem weltweit bekannten FASA Battle Tech Universum, wird dessen Kultstatus aber nicht im mindesten gerecht. Ansonsten durchaus solide aufgemacht nerven demgegenüber aber speziell der harsche Schwierigkeitsgrad und die nur fünf Level umfassende Materialschlacht der gigantischen Blechkameraden.“